# مدركي النهاوندي
مدركي النهاوندي (القرن 11 هجري) هو أديب إيراني من أهل نهاوند، وكان شاعراً، كاتباً، مؤرخاً.
هو عبد الباقي بن آقا بابا النهاوندي الهندي، المعروف بباقي، والمشتهر في شعره بمدركي. رحل إلى الهند وبها وفاته، وكان على قيد الحياة سنة 1033 هـ، وقيل سنة 1042 هـ.

## آثاره
له «ديوان شعر»، وله كتاب «مآثر رحيمي».